# Eupithecia invisa
Eupithecia invisa là một loài bướm đêm trong họ Geometridae.